# 大田祐歌
大田 祐歌（おおた ゆか、1982年2月7日 - ）は、日本の女性歌手、元タレント。
東京都板橋区出身。板橋区立緑小学校、板橋区立志村第四中学校、東京都立竹早高等学校、日本大学芸術学部映画学科卒業。
身長157cm。血液型O型。

## 来歴

### くらぶ・ちゃぱらっち時代
1997年10月、文化放送のラジオ番組『古本新之輔 ちゃぱらすかWOO!』のオーディションに合格し、女性アイドルグループ「くらぶ・ちゃぱらっち」のメンバーとなる。会員番号1番。1998年3月まで活動。

### チェキッ娘時代
1999年1月29日、フジテレビ『DAIBAッテキ!!』のオーディションで女性アイドルグループ「チェキッ娘」のメンバーとなる。チェキッ娘ID021。同年11月3日まで活動。5thシングル「ドタバタギャグの日曜日」ではフロントメンバーとしてメインボーカルを務めた。グループ内ユニットでは「チアチェキ軍団」のメンバーであった。
フジテレビの『HEY!HEY!HEY! MUSIC CHAMP』出演時に「ノストラダムス顔」と言われたことをきっかけに、以後しばらくは「ノストラ」などと呼ばれていた。

### その後
大学へ進学してからは、女優としてテレビドラマ、映画、CMなどに出演。当時の所属事務所はブレスであった。
その後は一時芸能活動から離れていたが、後に活動を再開。再開後には「寒さ知らズ ジャズオーケストラ」というバンドのボーカルを務めていた。
2007年9月、同じチェキッ娘のメンバーであった松本江里子、藤岡麻美らとボーカルユニット「TRY-FULL BUS」（トライフルバス）を結成。現在、ライブを中心に活動している。
2008年4月に結婚。

## 出演

### ラジオ番組
- 古本新之輔 ちゃぱらすかWOO!（1997年 - 1998年、文化放送）

### テレビ番組
- DAIBAッテキ!!（1999年、フジテレビ）
- DAIBAクシン!!（1999年、フジテレビ）

### テレビドラマ
- 仮面ライダーアギト 第30話（2001年、テレビ朝日） - 水原ユカ 役[3]
- ナショナル劇場 こちら第三社会部 第1話（2001年、TBS）

### 映画
- Perfect Blue 夢なら醒めて…（2002年）[4]